# Hermann Schwiesau
Hermann Schwiesau (* 1937) ist ein ehemaliger Diplomat der DDR, der unter anderem mehrmals Botschafter war.

## Leben
Hermann Schwiesau trat nach einem Studium der Außenpolitik von 1962 bis 1966 an der Akademie für Staats- und Rechtswissenschaft der DDR  mit dem Abschluss "Diplom-Staatswissenschaftler" als Mitarbeiter in das Ministerium für Auswärtige Angelegenheiten (MfAA) ein und fand dort sowie an Auslandsvertretungen verschiedene Verwendungen. Er legte zudem 1975 eine Promotion ab und erhielt den akademischen Grad Dr. rer. pol. Nachdem Siegfried Bock 1972 Botschafter bei den KSZE-Verhandlungen und Nachfolgekonferenzen wurde, übernahm er von diesem den Posten als Leiter der Abteilung Grundsatzangelegenheiten im MfAA. Er wurde 1976 Nachfolger von Heinz Oelzner als Botschafter in Finnland und bekleidete diese Funktion bis zu seiner Ablösung durch Joachim Mitdank 1978. Als solcher hatte er die Aufgaben, die deutsch-finnischen Beziehungen auszubauen, wozu insbesondere ein Besuch des damaligen Präsident der Republik Finnland Urho Kekkonen in der DDR gehörte. Er selbst wiederum löste im Juni 1978 Klaus Wolf als Botschafter in Afghanistan ab und verblieb auf diesem Posten bis zu seiner Abberufung aus gesundheitlichen Gründen Oktober 1979, woraufhin Kraft Bumbel seine dortige Nachfolge antrat.
1981 wurde Schwiesau als Nachfolger von Dietrich Jark Botschafter in der Demokratischen Volksrepublik Korea und wurde dort bereits 1982 von Karl-Heinz Kern abgelöst. Daraufhin übernahm er 1982 von Klaus Zorn den Posten als Botschafter in Vietnam und bekleidete diesen bis 1986, woraufhin Joachim Löschner sein Nachfolger wurde. Daraufhin war er zwischen 1986 und 1990 Leiter der Abteilung Benachbarte Länder im MfAA und führte als solcher unter anderem Verhandlungen mit der Volksrepublik Polen über die Seegebiete.

## Veröffentlichungen
- Der Streit in der Oderbucht, in: WeltTrends, Nr. 25, Winter 1999/2000, S. 153–167
- DDR-Außenpolitik im Rückspiegel. Teil 1: Diplomaten im Gespräch, Mitherausgeber Siegfried Bock, Ingrid Muth, Berlin, Münster 2004, ISBN 3-8258-7539-3
- DDR-Außenpolitik im Rückspiegel. Teil 2: Alternative deutsche Außenpolitik?, Mitherausgeber Siegfried Bock, Ingrid Muth, Berlin/Münster 2006, ISBN 978-3-8258-9278-4
- DDR-Außenpolitik: ein Überblick. Teil 3: Daten, Fakten, Personen, Mitherausgeber Siegfried Bock, Ingrid Muth, Münster, 2010, ISBN 978-3-6431-0559-2